# Adenviken ME04
ME04 är det fjärde svenska förbandet i Sveriges bidrag till EU-operationen EU NAVFOR - Operation Atalanta.

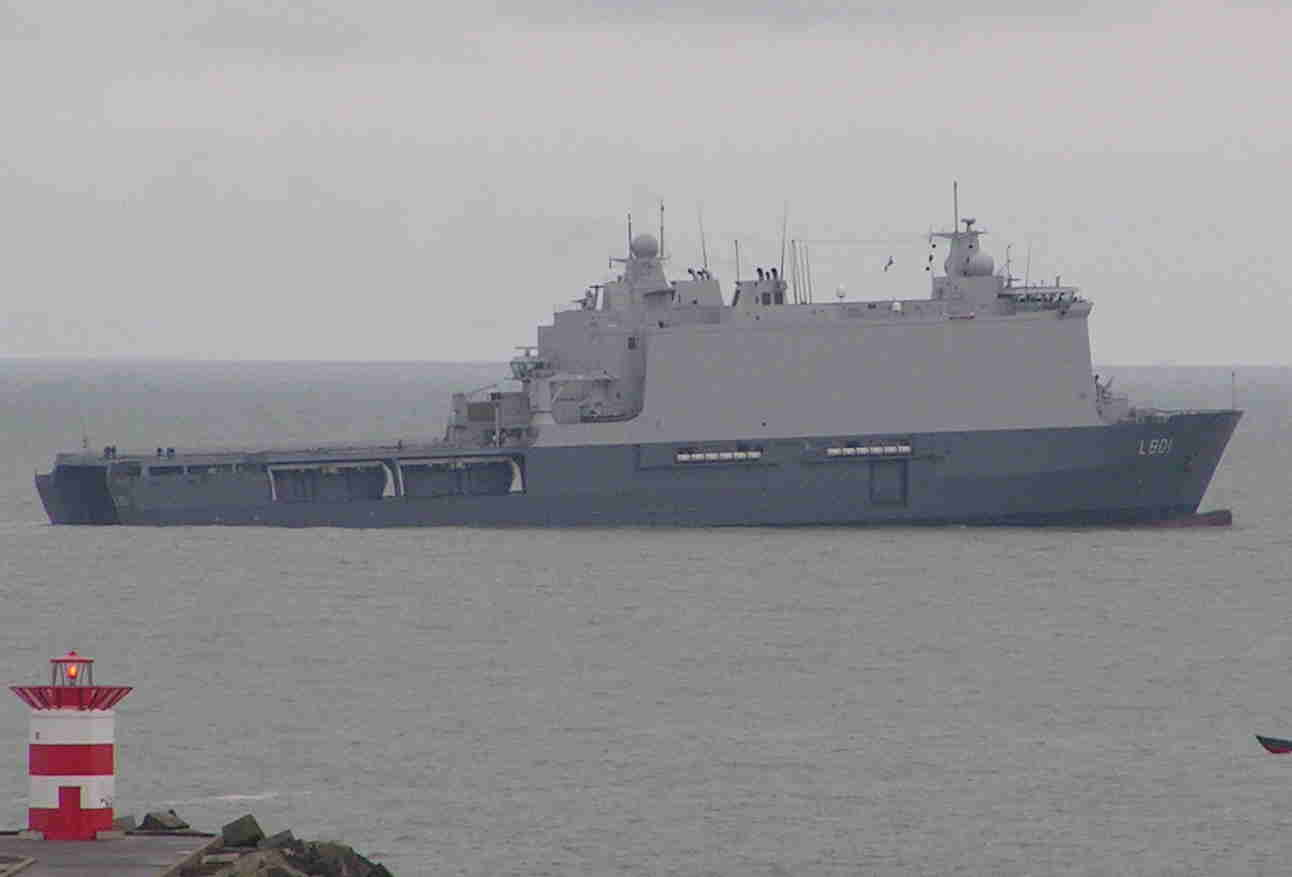
HNLMS Johan de Witt

Till skillnad från tidigare bidrag finns det svenska förbandet nu baserat ombord på det nederländska amfibiestridsstödfartyget HNLMS Johan de Witt. Ombord finns två svenska HKP 15B baserade som en helikopterenhet (Nederländerna själva ombordbaserar även en NH90). Huvuduppgiften för den svenska helikopterenheten är likt de tidigare insatserna i Adenviken att utgöra en spaningsresurs, men även stödja övriga enheter vid t.ex. bordning eller kustnära uppträdande.. Vidare finns även två stycken Stridsbåt 90H samt svensk personal för bemanning av Operation Atalantas styrkehögkvarter som är lokaliserat ombord på fartyget.

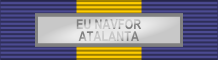
EU NAVFOR ATALANTA släpspänne